# Villa Laderchi

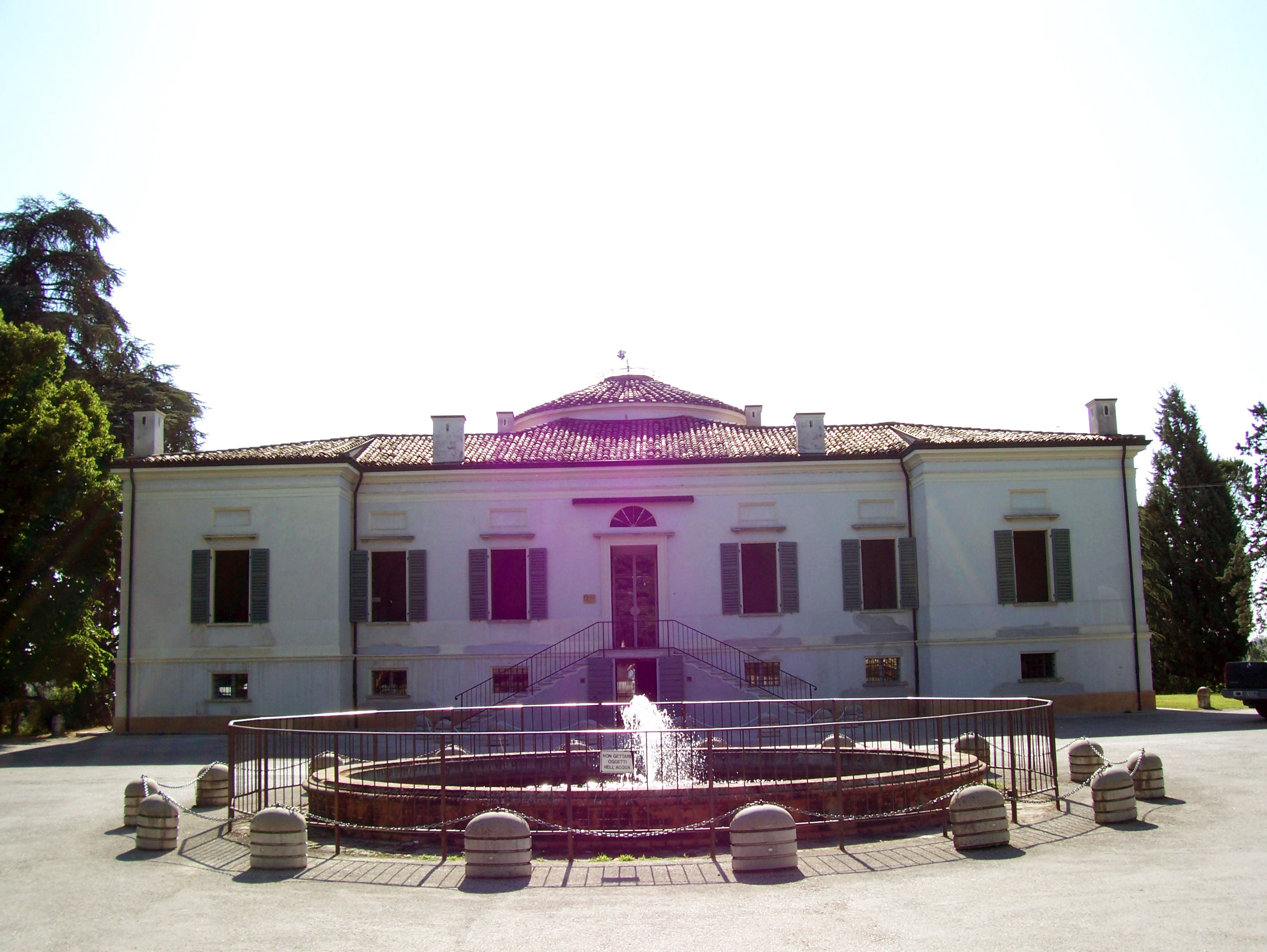
Villa Laderchi in Faenza

Die Villa Laderchi, auch Villa Rotonda genannt, ist ein Landhaus aus dem späten 18. Jahrhundert in Faenza in der italienischen Region Emilia-Romagna. Es liegt in der Via Castel Raniero 1.

## Geschichte
Das klassizistische Landhaus wurde 1798 im Auftrag des Grafen Achille Laderchi Senior unter der Leitung des Architekten Giovanni Antonio Antolini errichtet. Wegen des kreisrunden Grundrisses des zentralen Salons, mit dem eine halbrunde Vorhalle mit Säulen korrespondiert, wurde es auch „Villa Rotonda“ genannt. In den Jahren 1835–1840 wurde es beidseitig verlängert. Nach dem Tod des Vaters erbte Graf Achille Laderchi Junior (1830–1906), der mit der Adligen Anna, Tochter des Grafen Zucchini, verheiratet war und, wie sein Vater das Risorgimento der Romagna unterstützte, das Anwesen. Später kauften die Grafen ‚‚Cavina‘‘ die Villa, verkauften sie dann aber im Laufe des 20. Jahrhunderts wieder.

## Beschreibung

### Landhaus
Das perfekt symmetrische Landhaus hat zwei Stockwerke, ein Tiefparterre und ein Erdgeschoss. Als im Laufe des 19. Jahrhunderts die Flügel, die den mittleren Baukörper flankieren, erweitert wurden, um vier weitere Säle im Erdgeschoss und zwei Räume im Tiefparterre zu schaffen, wurde einer von ihnen von Romolo Liverani mit Fresken romantischer Landschaften bemalt, während die übrigen Räume im klassizistischen Stil dekoriert wurden. Auf beiden Seiten liegen unweit der Villa zwei kleine Tempel; der eine diente ursprünglich als Kapelle, der andere als Initiationstempel der Freimaurer, denn der Auftraggeber ‚‚Achille Laderchi Junior‘‘ war Franzosenfreund und Freimaurer.

### Gärten
Das ursprüngliche Gartenprojekt hat kaum etwas mit dem heutigen Park zu tun, der in romantischer Umgebung liegt und – auch wegen der Schäden im Zweiten Weltkrieg – stark verkleinert und umgestaltet wurde. Im Wald gibt es einen kleinen See, der auf drei Seiten eine kleine, erhöhte Ruine umgibt. Vor der mit Kolonnaden versehenen Seite der Villa liegt eine halbrunde Terrasse, die von Pinien gesäumt ist.